# میک کرونین (بسکتبال)
مایکل والتر کرونین (زاده ۱۷ ژوئیه ۱۹۷۱)مربی بسکتبال آمریکایی و عضو کالج بسکتبال است. ا، سرمربی تیم یوسی ال ای بروینز در کنفرانس پک-۱۲ است.

## اوایل زندگی
او در بخش غربی سینسیناتی بزرگ شد. او در حوزه باشگاه‌های دبیرستانی به عنوان مربی ۴۰۰ مربی کسب کرد. پدر او هم مربی بسکتبال بود و هم پیشاهنگ بیسبال و هم کارمند پیست مسابقات ریور داونز.